# 泰兰河畔米伊
泰蘭河畔米伊（法語：Milly-sur-Thérain，法語發音：[miji syʁ teʁɛ̃]）是法国瓦兹省的一个市镇，属于博韦区。

## 地理
泰兰河畔米伊（49°30'9"N, 1°59'43"E）面积19.57 平方千米，位于法国上法蘭西大區瓦兹省，该省份为法国北部内陆省份，北起索姆省，西接厄尔省和滨海塞纳省，南至塞纳-马恩省和瓦兹河谷省，东临埃纳省。
与泰兰河畔米伊接壤的市镇（或旧市镇、城区）包括：博尼耶尔、富克尼、埃尔希、拉纳维尔沃尔、乌德伊、皮斯勒、圣奥梅尔昂绍塞、特鲁瓦斯勒、韦尔德雷勒-莱索克斯、维莱叙博尼耶尔。

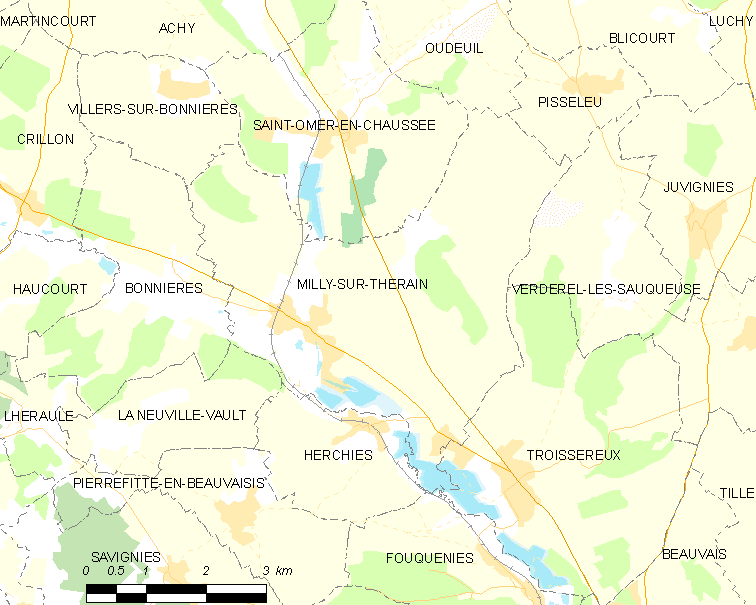
泰兰河畔米伊的OSM定位图

泰兰河畔米伊的时区为UTC+01:00、UTC+02:00（夏令时）。

## 行政
泰兰河畔米伊的邮政编码为60112，INSEE市镇编码为60403。

## 政治
泰兰河畔米伊所属的省级选区为博韦第一县。

## 人口

1962-2008年间泰兰河畔米伊人口变化图示

泰兰河畔米伊于2022年1月1日时的人口数量为1878人。